# Altun

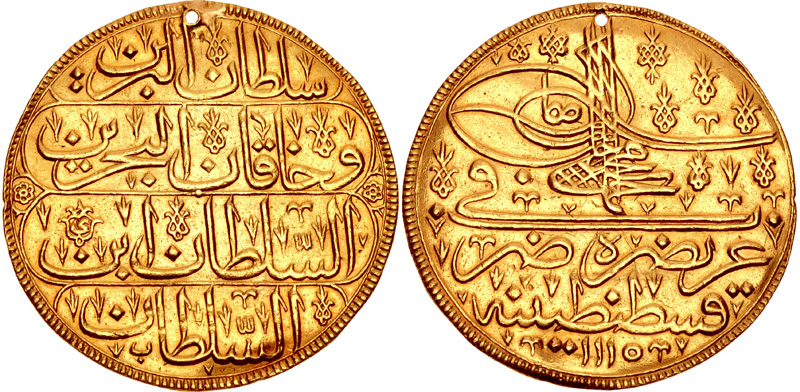
Sultani emis sub Ahmed al III-lea, 1703.

Altun, cu varianta, în română, altân (în limba turcă otomană: التون, „aur”) sau sultani este o monedă otomană de aur. În 1454, Mehmed al II-lea a introdus în circulație altunul care valora 60 de akçe. Greutatea unei monede este de 3,45 grame.

A circulat în Imperiul Otoman o lungă perioadă de timp, fără a i se schimba greutatea și titlul; moneda a circulat până în timpul sultanului Mahmud al II-lea.